# Куркан
Курка́н — деревня в Юкаменском районе Удмуртии, в составе Юкаменского сельского поселения.

## География
Деревня расположена на высоте 222 м над уровнем моря.
Улицы:
- Зелёная

## Население
Численность постоянного населения деревни составляет 60 человек (2007).